# دریک کولستاد
دریک کولستاد (انگلیسی: Derek Kolstad) یک فیلمنامه‌نویس آمریکایی است که بیشتر موفقیت سینمایی‌اش به عنوان خالق اصلی سری فیلم‌های جان ویک در مقام فیلم‌نامه‌نویس شناخته می‌شود.

## فیلمنامه‌ها
- یکی در اتاق (۲۰۱۲)
- بسته (۲۰۱۳)
- جان ویک (۲۰۱۴)
- جان ویک: بخش ۲ (۲۰۱۷)[۱]
- جان ویک ۳: پارابلوم (۲۰۱۹)
- فالکون و سرباز زمستان (۲۰۲۰)
- هیچ‌کس (۲۰۲۱)
- جاست کاز (مجموعه بازی) (۲۰۲۱)[۲]
- هیچ‌کس ۲ (۲۰۲۵)
- نرمال (۲۰۲۶)